# Let Me (album)
Let Me – czwarta płyta długogrająca Chemii, warszawskiego zespołu rockowego. Ukazała się w Europie 18 września 2015, wydana przez Agorę. Została nagrana przy współpracy z kanadyjskim producentem Mike'a Frasera. Album zadebiutował na 38. miejscu zestawienia OLiS.

## Lista utworów
1. Fun Gun
2. She
3. The Luck
4. Let Me
5. Love You So Much
6. Grey
7. The Shadow
8. Done
9. Don't Kill the Winner
10. We Toxic
11. Gotta Love Me
12. Send Me the Ravens